# سعیدیه، حماة
سعیدیه (به عربی: السعیدیة) یک روستا در سوریه است که در ناحیه مرکزی سقیلبیه واقع شده‌است. سعیدیه ۳۲۴ نفر جمعیت دارد.